# König + Neurath
Die König + Neurath AG ist ein Hersteller für Büromöbel, Sitzmöbel und Raumsysteme mit Sitz in Karben (Hessen).

## Geschichte
1925 gründete Heinrich Neurath in Karben einen Betrieb für die Herstellung von Büromöbeln. Im Jahr 1930 stieg Heinrich König, Schwiegersohn Heinrich Neuraths, in das Unternehmen ein und der Name König + Neurath entstand. 1947 trat Egon König, der Sohn von Heinrich König und heutiger Inhaber, in das väterliche Unternehmen ein. 1978 trat der Pionier Heinrich König ab und sein Sohn Egon König wurde Alleininhaber des Unternehmens. Mit der Eröffnung zweier Büros in London und Lijnden bei Amsterdam wurden 1982 die ersten europäischen Vertriebspartnerschaften gestartet. 1996 wurde die König + Neurath AG in eine nicht-börsennotierte Aktiengesellschaft umgewandelt. Im August 2007 wechselte der Inhaber Egon König in den Aufsichtsrat des Unternehmens. Egon König verstarb am 15. Mai 2019 im Alter von 86 Jahren.

## Das Unternehmen
König+Neurath gehört zu einer der umsatzstärksten deutschen Büromöbelmarken mit rund 900 Mitarbeitern und produziert ausschließlich am Hauptsitz in Karben. Das Familienunternehmen verfügt über sechs nationale Showrooms in Karben, Berlin, Hamburg, Düsseldorf, Böblingen und München sowie internationale Niederlassungen in Frankreich (Paris), England (London), Österreich (Wien) Schweiz und den Niederlanden (Amsterdam). Der 1992 eröffnete Produktionsstandort in Weißensee (Thüringen) wurde 2014 geschlossen.

## Produkte
Die König + Neurath AG tritt im Markt als international agierender Komplettanbieter für Büromöbel, Sitzmöbel und Raumsysteme auf. Zu den Produkten des Unternehmens zählen Bürotische, Sitzmöbel, Management-, Konferenzmöbel, Stauraumsysteme, modulare Raumgliederungssystem, Glastrennwandsysteme, Raum-in-Raum-Systeme und die Ausstattung von Kommunikations- und Empfangsbereichen.

## Auszeichnungen
- red dot design Award 2014: Product TABLE.T (2014)[6]
- red dot design Award 2014: Product THINK.TANK (2014)[7]
- interior innovation award: Selection TABLE.T/A/W (2014)[8]
- interior innovation award: Winner TEAM.WORK.SPACE (2014)[9]
- architect partner award: silber (2009, 2010, 2011, 2012)[10]
- red dot award: Product Design SKYE (2002)[11]
- red dot award: Product Design AGENDA (2001)[12]